# Charles Haight (homme politique)
Charles Haight est un général américain de l'Union et un politique. Il est né le 4 janvier 1838 à Colts Neck, dans le New Jersey et est mort le 1er août 1891 à Freehold dans le New Jersey. Il est inhumé au Maplewood cemetery à Freehold.

## Biographie
Charles Haight sort diplômé de Princeton en 1857 après des études de droit et est admis au barreau en 1861. Au début de la guerre civile, il est nommé général de brigade dans la milice du New Jersey et devient, en 1862, commandant du camp d'entraînement de Vredenburgh, et ce jusqu'à la fin de la guerre.

En 1860, il est élu, sous l'étiquette Démocrate, à l'Assemblée législative du New Jersey, jusqu'en 1862 où il officie en tant que Président à partir de 1861. De 1867 à 1871, il devient membre de la Chambre des Représentants du Congrès des Etats-Unis.